# 荆各庄矿区街道
荆各庄街道是中国河北省唐山市开平区下辖的一个街道。

## 行政区划
荆各庄街道下辖荆各庄社区。